# Солалинде, Алисио
Али́сио Солали́нде (исп. Alicio Solalinde; род. 1 февраля 1952, Вильета, департамент Сентраль, Парагвай) — парагвайский футболист и футбольный тренер.

## Карьера
Алисио Солалинде — один из самых выдающихся защитников Парагвая и Южной Америки второй половины 1970-х годов.
Первые годы карьеры футболиста прошли в асунсьонском «Ривер Плейте», где он выступал с 1970 по 1978 год. Солалинде уже был к 1978 году игроком сборной и к его персоне проявляли интерес значительно более сильные клубы. Он мог перейти в «Олимпию» ещё в 1977 году, но в последний момент переход сорвался. После перехода в стан «чёрно-белых», в «Олимпии» началась «золотая шестилетка» — клуб не знал себе равных в чемпионате Парагвая на протяжении 6 сезонов подряд. Параллельно команда уверенно выступала в международных турнирах.
В сезоне 1979 Солалинде выиграл с «Олимпией» Кубок Либертадорес, Межконтинентальный кубок (ответный матч состоялся в начале 1980), Межамериканский кубок, чемпионат Парагвая, и одновременно со сборной страны — Кубок Америки.
Благодаря триумфу в Кубке Либертадорес, Олимпия получила право представлять Южную Америку в Межконтинентальном кубке. После победы 18 ноября 1979 в Мальмё над местным клубом, финалистом Кубка европейских чемпионом, 1:0, ответный матч состоялся только в 1980 году, 2 марта, в Асунсьоне. Солалинде открыл счёт в этой встрече с пенальти, затем отличился Мигель Мария Микеланьоли, а гол Эрландссона уже не смог уберечь шведов от поражения по сумме двух встреч.
Солалинде так и не сумел поучаствовать со сборной на чемпионатах мира. Однако он выиграл с «альбиррохой» два трофея. С молодёжной сборной в 1970 году он стал чемпионом Южной Америки и в 1979 году завоевал Кубок Америки уже на взрослом уровне. Солалинде участвовал в двух матчах длинного девятиматчевого турнира. Он забил гол в первой встрече группового этапа в Кито в ворота сборной Эквадора (победа Парагвая 2:1), а затем сыграл второй финальный матч против сборной Чили (поражение в Сантьяго 0:1). В третьем матче парагвайцы сыграли вничью и им была присуждена победа за счёт лучшей разности мячей в первых двух финальных играх. Таким образом, Солалинде стал одним из парагвайских игроков, которые выиграли в 1979 году все возможные турниры в мировом футболе.
По окончании карьеры футболиста работал тренером. В 1993—1994 годах возглавлял сборную Парагвая, с которой ему немного не хватило, чтобы пробиться на чемпионат мира. В 2000 году выиграл с «Олимпией» последний в XX веке чемпионат Парагвая. В последние годы Алисио Солалинде входил в тренерский штаб «Олимпии».

## Титулы и достижения

### В качестве игрока
- Чемпион Парагвая (6): 1978, 1979, 1980, 1981, 1982, 1983
- Победитель Кубка Америки (1): 1979
- Победитель Кубка Либертадорес (1): 1979
- Победитель Межконтинентального кубка (1): 1979
- Победитель Межамериканского кубка (1): 1979

### В качестве тренера
- Чемпион Парагвая (1): 2000